# 주얼 창이 에어포트
주얼 창이 에어포트(영어: Jewel Changi Airport)는 싱가포르 싱가포르 창이 공항과 연결되어 있는 쇼핑 센터, 종합 엔터테인먼트 공간이다. 3개의 여객 터미널과 연결되어 있는 있으며, 건물 안에는 세계에서 가장 높은 실내 폭포인 레인 보텍스(Rain Vortex)라는 계단식 숲으로 둘러싸여 있다.
주얼 창이 에어포트에는 정원, 관광 명소, 호텔, 항공 시설 및 300개 이상의 소매 및 식당 시설이 있다. 지상 10층과 지하 5층에 이르는 총 바닥 면적은 135,700 m2이다. 또한 5층에 걸친 실내 정원인 시세이도 포리스트 밸리, 최상층에 있는 캐노피 공원에는 더 많은 정원과 레저 시설이 있다.
2019년 10월 소프트 오픈 6개월 만에 이미 5천만 명의 방문객을 맞이했으며 첫해 전체의 초기 목표를 초과했다. 주얼 창이 에어포트와 공항은 싱가포르의 다운타운코어에서 북동쪽으로 약 20km 떨어진 싱가포르 동쪽 끝에 있는 창이에 위치한다.